# Spare Rib

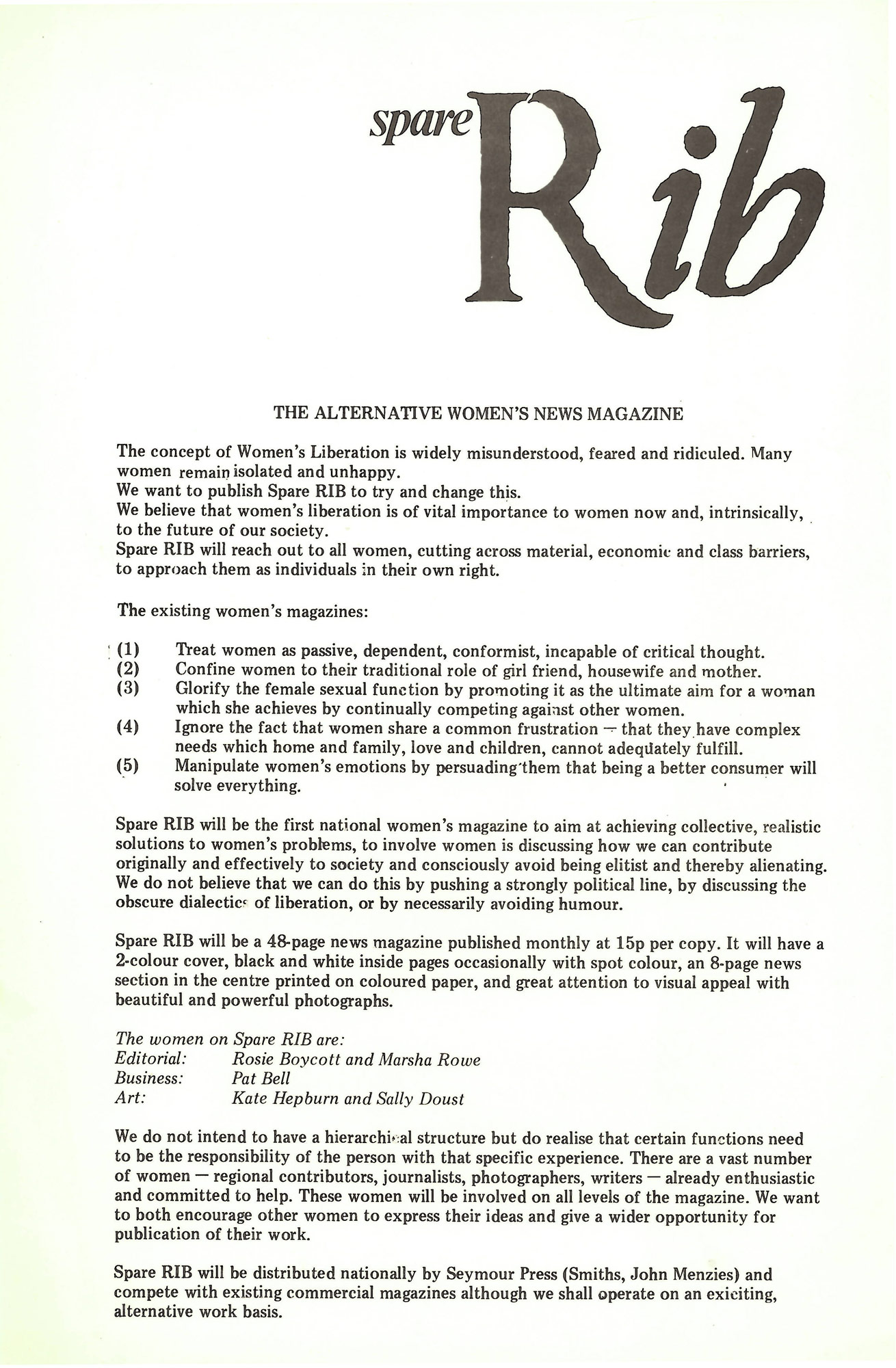
Le manifeste de Spare Rib

Spare Rib est un magazine féministe anglais publié de 1972 à 1993 et créé par Rosie Boycott et Marsha Rowe.

## Historique
Fondé en 1972 par Rosie Boycott et Marsha Rowe, le magazine Spare Rib connaît au début des difficultés de distribution. Il est tiré à 20 000 exemplaires qui sont surtout distribués dans des groupes féministes. Le but de ce magazine est à l'origine de présenter des femmes qui sortent du rôle traditionnel de la vierge, la femme ou la mère. Dans les années 1970, les courants du féminisme s'opposent parfois violemment et ces discussions houleuses se retrouvent dans les articles publiés. En 1993, Spare Rib cesse d'être publié.
En 2015, British Library numérise et met en ligne les archives de la revue, profitant en partie de la directive du parlement européen sur certaines utilisations autorisées des œuvres orphelines. Cette directive ne s'appliquant plus au Royaume-Uni à la suite du Brexit, la British library décide d'arrêter la diffusion de ces numérisations. 